# Politics and the English Language

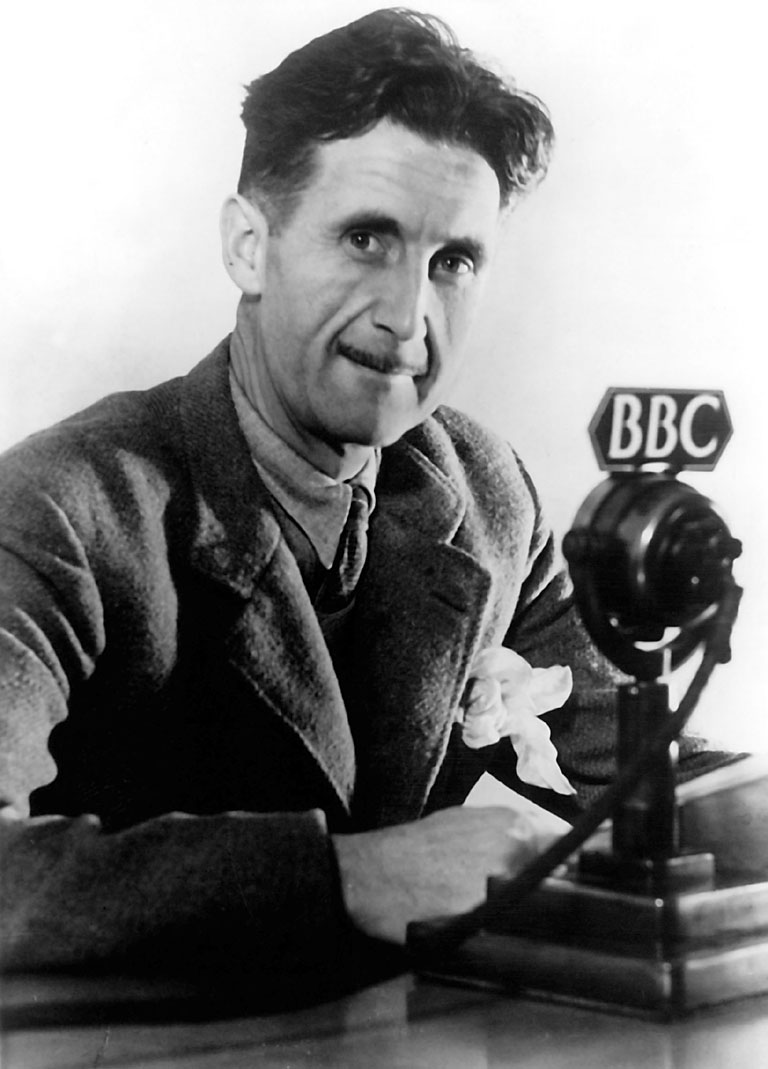
George Orwell en la BBC 1940

«Politics and the English Language» (en español: «La política y el idioma inglés») (1946) es un ensayo escrito por George Orwell en el cual critica el inglés escrito contemporáneo por ser «feo e impreciso».
Orwell sostiene que la prosa de naturaleza política fue creada para «hacer que las mentiras parezcan verdades y el asesinato respetable, y para darle una apariencia de solidez a lo que sólo es viento». Orwell creía que dado que el objetivo de estos escritos era ocultar la verdad en lugar de expresarla, el lenguaje utilizado era necesariamente impreciso o carente de sentido. Esta prosa falta de claridad era un estilo que se había «contagiado» a aquellos que no tenían intenciones de ocultar la verdad, resultando en el ocultamiento de las ideas del escritor ante sí mismo y sus lectores. En cambio Orwell propugna por el uso del denominado inglés llano (plain English).